# Saur Ismatulajewitsch Kuramagomedow

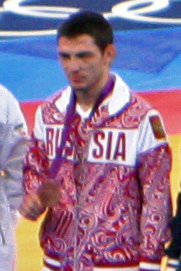
Saur Ismatulajewitsch Kuramagomedow

Saur Ismatulajewitsch Kuramagomedow (russisch Заур Исматулаевич Курамагомедов; * 30. März 1988 in Tyrnyaus, Kabardino-Balkarien) ist ein russischer Ringer. Er gewann bei den Olympischen Spielen 2012 in London eine Bronzemedaille im griechisch-römischen Stil im Federgewicht.

## Werdegang
Saur Kuramagomedow stammt aus der russischen Teilrepublik Kabardino-Balkarien. Dort begann er auch im Jahre 1999 mit dem Ringen. Zwischenzeitlich gehört der 1,70 Meter große Athlet dem Sportclub Dynamo Rostow am Don an. Er ist Student und startet nur im griechisch-römischen Stil. Sein Trainer ist Juri Lokejew.
Sehr erfolgreich war Kuramagomedow als Junior. Er siegte bei allen internationalen Meisterschaften, an denen er teilnahm. Das waren die Europameisterschaft (Kadetten) 2003 in Rostow am Don, die Europameisterschaft 2005 in Wrocław, die Europameisterschaft 2006 in Szombathely und die Weltmeisterschaft 2006 in Guatemala-Stadt.
Im Jahre 2007 wurde Saur Kuramagomedow erstmals bei einer internationalen Meisterschaft bei den Senioren eingesetzt und zwar bei der Europameisterschaft in Sofia. Er startete im Bantamgewicht und wurde mit Siegen über Thomas Rønningen, Norwegen, Wenelin Wenkow, Bulgarien, Alexander Schalesny, Belarus und Wugar Ragimow, Ukraine und einer Niederlage im Finale gegen Rövşən Bayramov aus Aserbaidschan Vize-Europameister.
2008 unterlag er im Finale des „Iwan-Poddubny-“-Turniers in Moskau und bei der russischen Meisterschaft im Bantamgewicht im Endkampf jeweils gegen Nasir Mankijew, der deswegen zu den Olympischen Spielen 2008 in Peking entsandt wurde und dort auch Olympiasieger wurde.
2010 belegte Saur Kuramagomedow bei der russischen Meisterschaft im Federgewicht den 3. Platz hinter Rustam Chatschbarow und Wjatscheslaw Dschaste. Er wurde in diesem Jahr aber trotzdem sowohl bei der Europameisterschaft in Baku als auch bei der Weltmeisterschaft in Moskau eingesetzt. In Baku siegte er über Svajunas Adomaitis, Litauen, verlor dann gegen Konstantin Balizki aus der Ukraine und sicherte sich mit Siegen über Matti Kettunen aus Finnland und Eusebiu Diaconu aus Rumänien eine Bronzemedaille. In Moskau siegte er in seinem ersten Kampf über Wan Feihu aus China, unterlag aber schon im nächsten Kampf gegen Omid Haji Noroozi aus dem Iran, schied aus und kam nur auf den 15. Platz.
Bei der Weltmeisterschaft 2011 in Istanbul gewann er dann auch seine erste WM-Medaille. Er siegte im Federgewicht über Erik Weiß aus Deutschland, wobei dieser Sieg mit 2:1 Runden bei 3:3 Punkten äußerst knapp war und verlor dann wieder gegen Omid Haji Noroozi. Da dieser Weltmeister wurde, konnte er in der Trostrunde weiterringen, in der er sich mit Siegen über Konstantin Balizki, Sheng Jiang, China und Jung Ji-hyun, Südkorea, noch eine Bronzemedaille sicherte.
2012 wurde Saur Kuramagomedow vor Ibragim Labasanow erneut russischer Meister und obwohl in diesem Jahr seine Ergebnisse bei internationalen Turnieren nicht überragend waren, hielt ihm der russische Ringerverband die Treue und setzte ihn auch bei den Olympischen Spielen in London ein. Dort siegte er zunächst über Tarek Aziz Benaissa aus Algerien, verlor aber in seinem nächsten Kampf gegen Rewas Laschchi aus Georgien. Da dieser das Finale erreichte, konnte er in der Trostrunde weiterringen und sich dort mit Siegen über Sayed Abdelmonem Sayed Hamed aus Ägypten und Həsən Əliyev aus Aserbaidschan noch die olympische Bronzemedaille sichern.

## Internationale Erfolge
| Jahr | Platz  | Wettbewerb                                   | Gewichtsklasse | Ergebnisse |
| 2003 | 1.     | Junioren-EM (Cadets) in Rostow am Don        | bis 42 kg      | vor Andrej Bulejew, Russland und Irakli Lomadse, Ukraine |
| 2005 | 1.     | Junioren-EM in Wrocław                       | bis 50 kg      | vor Virgil Munteanu, Rumänien und Peter Modos, Ungarn |
| 2006 | 1.     | Junioren-EM in Szombathely                   | Bantam         | vor Wugar Ragimow, Ukraine und Natig Baghirow, Aserbaidschan |
| 2006 | 1.     | Junioren-WM in Guatemala-Stadt               | Bantam         | vor Jassin Amiri, Iran, Alexandar Kostadinow, Bulgarien und Spenser Mango, Vereinigte Staaten                                                                                    |
| 2007 | 4.     | Welt-Cup in Antalya                          | Bantam         | hinter Pour Yassin Bahrami, Iran, Wugar Ragimow und Harun Bozoglu, Türkei |
| 2007 | 2.     | EM in Sofia                                  | Bantam         | nach Siegen über Thomas Rønningen, Norwegen, Wenelin Wenkow, Bulgarien, Alexander Schalesny, Belarus und Wugar Ragimow und einer Niederlage gegen Rövşən Bayramov, Aserbaidschan |
| 2008 | 2.     | „Iwan-Poddubny“-Memorial in Moskau           | Bantam         | hinter Nasir Mankijew, vor Bekchan Mankijew, beide Russland |
| 2010 | 3.     | „Iwan-Poddubny“-Memorial in Tjumen           | Feder          | hinter Almat Kebispajew, Kasachstan und Joseph Bettermann, USA |
| 2010 | 5.     | Welt-Cup in Jerewan                          | Feder          | hinter Omid Haji Noroozi, Rewas Laschchi, Georgien, Rahman Bilici, Türkei und Vahan Juharjan, Armenien                                                                           |
| 2010 | 3.     | EM in Baku                                   | Feder          | nach einem Sieg über Svajunas Adomaitis, Litauen, einer Niederlage gegen Konstantin Balizki, Ukraine und Siegen über Matti Kettunen, Finnland und Eusebiu Diaconu, Rumänien      |
| 2010 | 15.    | WM in Moskau                                 | Feder          | nach einem Sieg über Wan Feihu, China und einer Niederlage gegen Omid Haji Noroozi                                                                                               |
| 2011 | 3.     | „Iwan-Poddubny“-Memorial in Tjumen           | Feder          | hinter Iwan Kuilakow und Aslan Abdullin, vor Maxim Mordowin und Ibragim Labasanow, alle Russlend                                                                                 |
| 2011 | 2.     | Torneo Citta a Sassari                       | Feder          | hinter Vincenzo Macri, Italien, vor Aurelian Leciu, Rumänien und Rustam Chatschbarow, Russland                                                                                   |
| 2011 | 1.     | „Wladiyslaw-Pytlasinski“-Memorial in Radom   | Feder          | vor Yerbol Kalabajew, Belarus, Iwo Angelow, Bulgarien und Abdol Mohamed Papi, Iran                                                                                               |
| 2011 | 3.     | WM in Istanbul                               | Feder          | nach einem Sieg über Erik Weiß, Deutschland, einer Niederlage gegen Omid Haji Noroozi und Siegen über Konstantin Balizki, Sheng Jiang, China und Jung Ji-hyun, Südkorea          |
| 2011 | 2.     | „Oleg-Karawajew“-Memorial in Minsk           | Feder          | hinter Asker Orschokdugow, Russland, vor Yerbol Kalabajew und Rewas Laschchi |
| 2012 | 5.     | „Iwan-Poddubny“-Memorial in Tjumen           | Feder          | hinter Aslan Abdullin, Ibragim Labasanow, Ildus Jamukow und Rustam Chatschbarow, alle Russland                                                                                   |
| 2012 | 9.     | „Wladyslaw-Pytlasinksi“-Memorial in Racibórz | Leicht         | Sieger: Tamas Lörincz, Ungarn vor Migram Arutjunjan, Russland |
| 2012 | Bronze | OS in London                                 | Feder          | nach einem Sieg über Tarek Aziz Benaissa, Algerien, einer Niederlage gegen Rewas Laschchi und Siegen über Sayed Abdelmonem Sayed Hamed, Ägypten und Həsən Əliyev, Aserbaidschan  |

## Russische Meisterschaften
| Jahr | Platz | Gewichtsklasse | Ergebnisse                                                     |
| 2008 | 2.    | Bantam         | hinter Nasir Mankijew, vor Maxim Mordowin und Bekchan Mankijew |
| 2010 | 3.    | Feder          | hinter Rustam Chatschbarow und Wjateschlaw Dschaste            |
| 2011 | 1.    | Feder          | vor Wjatscheslaw Dschaste, Maxim Karpow und Iwan Kujlakow      |
| 2012 | 1.    | Feder          | vor Ibragim Labasanow, Iwan Kujlakow und Aslan Abdullin        |

## Erläuterungen
- alle Wettkämpfe im griechisch-römischen Stil
- OS = Olympische Spiele, WM = Weltmeisterschaft, EM = Europameisterschaft
- Bantamgewicht, Gewichtsklasse bis 55 kg, Federgewicht, bis 60 kg und Leichtgewicht, bis 66 kg Körpergewicht